# 羅卡將軍鎮 (貝爾格拉諾縣)
羅卡將軍鎮（西班牙語：Villa General Roca）是阿根廷的城鎮，位於該國中北部聖路易省，是貝爾格拉諾縣的首府，處於聖路易斯西北面74公里，海拔高度631米，2010年人口164。